# Associazione Calcio Monza 1971-1972
Questa voce raccoglie le informazioni riguardanti l'Associazione Calcio Monza nelle competizioni ufficiali della stagione 1971-1972.

## Stagione
Il Monza, affidato per questa stagione all'allenatore Franco Viviani, raggiunge una tribolata salvezza.

Disputa un girone di andata raccogliendo 16 punti, appena sopra la zona retrocessione, e un girone di ritorno ancora più complicato e difficile a causa dei soli 12 punti ottenuti.
La squadra brianzola ha avuto il peggior attacco della Serie B con sole 20 reti messe a segno, ed una discreta difesa. Il miglior realizzatore stagionale è stato Arturo Ballabio rientrato dal prestito prima al Verbania e poi al Seregno, autore di 7 reti, di cui 6 in campionato tutti nel girone di ritorno su 21 partite giocate ed una in Coppa Italia nel girone 2.
In Coppa Italia il Monza si deve accontentare di una sola vittoria (2-0) sul Novara nell'ultima partita del girone.

## Rosa
| N. |                   | Ruolo | Calciatore            |
| -- | ----------------- | ----- | --------------------- |
|    | Italia (bandiera) | A     | Arturo Ballabio       |
|    | Italia (bandiera) | A     | Lucio Bertogna        |
|    | Italia (bandiera) | D     | Gianfranco Bertoletti |
|    | Italia (bandiera) | C     | Uberto Biffi          |
|    | Italia (bandiera) | C     | Roberto Caremi        |
|    | Italia (bandiera) | D     | Ugo Castelli          |
|    | Italia (bandiera) | P     | Romano Cazzaniga      |
|    | Italia (bandiera) | C     | Renato Dehò           |
|    | Italia (bandiera) | P     | Renzo Evangelista     |
|    | Italia (bandiera) | D     | Franco Fontana        |
|    | Italia (bandiera) | D     | Franco Lievore        |

| N. |                   | Ruolo | Calciatore         |
| -- | ----------------- | ----- | ------------------ |
|    | Italia (bandiera) | C     | Fiorino Pepe       |
|    | Italia (bandiera) | A     | Giacomo Perego     |
|    | Italia (bandiera) | D     | Gabriele Piampiani |
|    | Italia (bandiera) | C     | Enrico Prato       |
|    | Italia (bandiera) | C     | Angelo Quintavalle |
|    | Italia (bandiera) | D     | Gian Filippo Reali |
|    | Italia (bandiera) | A     | Luigi Sanseverino  |
|    | Italia (bandiera) | D     | Mario Trebbi       |
|    | Italia (bandiera) | D     | Paolo Viganò       |
|    | Italia (bandiera) | C     | Francesco Volpato  |

## Risultati

### Serie B

#### Girone di andata
| Arbitro: | Ciacci (Firenze) |

|                      |           |            |
| Paina 3’ Beretti 18’ | Marcatori | 79’ Trebbi |

| Arbitro: | Marino (Taranto) |

|                     |           |                           |
| Pepe 12’ Perego 32’ | Marcatori | 44’ Achilli 62’ Raffaelli |

| Genova 10 ottobre 1971 3ª giornata | Genoa              | 0 – 0 | Monza | Stadio Luigi Ferraris\| Arbitro: \| Reggiani (Bologna) \| |
| Arbitro:                           | Reggiani (Bologna) |       |       |                                                           |

| Monza 17 ottobre 1971 4ª giornata | Monza           | 0 – 0 | Bari | Stadio Gino Alfonso Sada\| Arbitro: \| Lattanzi (Roma) \| |
| Arbitro:                          | Lattanzi (Roma) |       |      |                                                           |

| Catania 24 ottobre 1971 5ª giornata | Catania          | 0 – 0 | Monza | Stadio Cibali\| Arbitro: \| Lenardon (Siena) \| |
| Arbitro:                            | Lenardon (Siena) |       |       |                                                 |

| Arbitro: | Calì (Roma) |

|                      |           |  |
| Sanseverino 31’, 34’ | Marcatori |  |

| Arbitro: | Martinelli (Catanzaro) |

|                     |           |  |
| Galli 2’ Ronchi 74’ | Marcatori |  |

| Arbitro: | Trono (Torino) |

|              |           |  |
| Bertogna 59’ | Marcatori |  |

| Arbitro: | Frasso (Capua) |

|                        |           |  |
| Massa 6’ Chinaglia 10’ | Marcatori |  |

| Monza 27 novembre 1971 10ª giornata | Monza            | 0 – 0 | Reggina | Stadio Gino Alfonso Sada\| Arbitro: \| Ciacci (Firenze) \| |
| Arbitro:                            | Ciacci (Firenze) |       |         |                                                            |

| Napoli 5 dicembre 1971 11ª giornata | Sorrento    | 0 – 0 | Monza | Stadio San Paolo\| Arbitro: \| Calì (Roma) \| |
| Arbitro:                            | Calì (Roma) |       |       |                                               |

| Monza 11 dicembre 1971 12ª giornata | Monza            | 0 – 0 | Como | Stadio Gino Alfonso Sada\| Arbitro: \| Casarin (Milano) \| |
| Arbitro:                            | Casarin (Milano) |       |      |                                                            |

| Arbitro: | Mascali (Desenzano del Garda) |

|                          |           |  |
| Listanti 22’ (rig.), 58’ | Marcatori |  |

| Arbitro: | Levrero (Genova) |

|             |           |  |
| Marinai 71’ | Marcatori |  |

| Arbitro: | Prati (Parma) |

|              |           |  |
| Bertogna 70’ | Marcatori |  |

| Arbitro: | Bianchi (Firenze) |

|              |           |  |
| Bertogna 14’ | Marcatori |  |

| Arbitro: | Reggiani (Bologna) |

|                    |           |  |
| Ferrari 50’ (rig.) | Marcatori |  |

| Arbitro: | Lattanzi (Roma) |

|                                           |           |  |
| Graziani 50’ Barlassina 85’ Bianchini 85’ | Marcatori |  |

| Monza 30 gennaio 1972 19ª giornata | Monza                | 0 – 0 | Brescia | Stadio Gino Alfonso Sada\| Arbitro: \| Barbaresco (Cormons) \| |
| Arbitro:                           | Barbaresco (Cormons) |       |         |                                                                |

#### Girone di ritorno
| Arbitro: | Levrero (Genova) |

|              |           |  |
| Ballabio 89’ | Marcatori |  |

| Arbitro: | Trono (Torino) |

|             |           |  |
| Achilli 41’ | Marcatori |  |

| Arbitro: | Bianchi (Firenze) |

|  |           |                    |
|  | Marcatori | 76’ (rig.) Bittolo |

| Arbitro: | Mascali (Desenzano) |

|           |           |  |
| Lopez 17’ | Marcatori |  |

| Arbitro: | Lattanzi (Roma) |

|  |           |                            |
|  | Marcatori | 46’ (rig.) Fogli 53’ Baisi |

| Arbitro: | Frasso (Capua) |

|                      |           |              |
| Piampiani 29’ (aut.) | Marcatori | 11’ Bertogna |

| Arbitro: | Gialluisi (Barletta) |

|                            |           |  |
| Ballabio 69’ Piampiani 75’ | Marcatori |  |

| Arbitro: | Ciacci (Firenze) |

|                       |           |  |
| Urban 31’ Morello 88’ | Marcatori |  |

| Monza 9 aprile 1972 28ª giornata | Monza               | 0 – 0 | Lazio | Stadio Gino Alfonso Sada\| Arbitro: \| Panzino (Catanzaro) \| |
| Arbitro:                         | Panzino (Catanzaro) |       |       |                                                               |

| Arbitro: | Michelotti (Parma) |

|            |           |  |
| Scarpa 70’ | Marcatori |  |

| Arbitro: | Prati (Parma) |

|              |           |              |
| Ballabio 39’ | Marcatori | 80’ Franzoni |

| Arbitro: | Mascali (Desenzano del Garda) |

|                                |           |              |
| Vallongo 1’ (rig.), 86’ (rig.) | Marcatori | 12’ Ballabio |

| Arbitro: | Gialluisi (Barletta) |

|                 |           |           |
| Quintavalle 75’ | Marcatori | 38’ Festa |

| Monza 14 maggio 1972 33ª giornata | Monza               | 0 – 0 | Ternana | Stadio Gino Alfonso Sada\| Arbitro: \| Francescon (Padova) \| |
| Arbitro:                          | Francescon (Padova) |       |         |                                                               |

| Arbitro: | Serafino (Roma) |

|              |           |              |
| Picat Re 27’ | Marcatori | 25’ Bertogna |

| Arbitro: | Barbaresco (Cormons) |

|                                    |           |                 |
| Zandoli 12’, 55’ Spagnolo 47’, 57’ | Marcatori | 50’ Quintavalle |

| Arbitro: | Monti (Ancona) |

|              |           |           |
| Ballabio 32’ | Marcatori | 19’ Troja |

| Arbitro: | Calì (Roma) |

|              |           |             |
| Ballabio 46’ | Marcatori | 40’ Galuppi |

| Arbitro: | Pesciarelli (Roma) |

|                       |           |                 |
| Salvi 71’ Guerini 80’ | Marcatori | 73’ Sanseverino |

### Coppa Italia

#### Girone 2
| Arbitro: | Gussoni (Tradate) |

|           |           |  |
| Prati 14’ | Marcatori |  |

| Arbitro: | Serafino (Roma) |

|                       |           |  |
| Fogli 15’ Volpato 45’ | Marcatori |  |

| Arbitro: | Porcelli (Lodi) |

|                          |           |              |
| Carelli 39’ De Cecco 80’ | Marcatori | 69’ Ballabio |

| 12 settembre 1971 4ª giornata |  | – Riposo |  |  |

| Arbitro: | Frasso (Capua) |

|                     |           |  |
| Dehò 31’ Perego 47’ | Marcatori |  |

## Statistiche

### Statistiche di squadra
| Competizione | Punti | In casa | In casa | In casa | In casa | In casa | In casa | In trasferta | In trasferta | In trasferta | In trasferta | In trasferta | In trasferta | Totale | Totale | Totale | Totale | Totale | Totale | DR  |
| Competizione | Punti | G       | V       | N       | P       | Gf      | Gs      | G            | V            | N            | P            | Gf           | Gs           | G      | V      | N      | P      | Gf     | Gs     | DR  |
| ------------ | ----- | ------- | ------- | ------- | ------- | ------- | ------- | ------------ | ------------ | ------------ | ------------ | ------------ | ------------ | ------ | ------ | ------ | ------ | ------ | ------ | --- |
| Serie B      | 28    | 19      | 6       | 11      | 2       | 14      | 9       | 19           | 0            | 5            | 14           | 6            | 28           | 38     | 6      | 16     | 16     | 20     | 37     | -17 |
| Coppa Italia | 2     | 1       | 1       | 0       | 0       | 2       | 0       | 3            | 0            | 0            | 3            | 1            | 5            | 4      | 1      | 0      | 3      | 3      | 5      | -2  |
| Totale       |       | 20      | 7       | 11      | 2       | 16      | 9       | 22           | 0            | 5            | 17           | 7            | 33           | 42     | 7      | 16     | 19     | 23     | 42     | -19 |

### Statistiche dei giocatori
| Giocatore      | Serie B  | Serie B | Coppa Italia | Coppa Italia | Totale   | Totale |
| Giocatore      | Presenze | Reti    | Presenze     | Reti         | Presenze | Reti   |
| -------------- | -------- | ------- | ------------ | ------------ | -------- | ------ |
| A. Ballabio    | 21       | 6       | 2            | 1            | 23       | 7      |
| L. Bertogna    | 36       | 5       | 4            | 0            | 40       | 5      |
| G. Bertoletti  | 2        | 0       | 3            | 0            | 5        | 0      |
| U. Biffi       | 1        | 0       | -            | -            | 1        | 0      |
| A. Capon       | -        | -       | 1            | 0            | 1        | 0      |
| R. Caremi      | 33       | 0       | 3            | 0            | 36       | 0      |
| U. Castelli    | 1        | 0       | -            | -            | 1        | 0      |
| R. Cazzaniga   | 36       | -31     | 4            | -5           | 40       | -36    |
| R. Dehò        | 37       | 0       | 3            | 1            | 40       | 1      |
| R. Evangelista | 4        | -6      | -            | -            | 4        | -6     |
| F. Fontana     | 37       | 0       | 3            | 0            | 40       | 0      |
| F. Lievore     | 31       | 0       | 1            | 0            | 32       | 0      |
| F. Pepe        | 29       | 1       | 4            | 0            | 33       | 1      |
| G. Perego      | 22       | 1       | 3            | 1            | 25       | 2      |
| G. Piampiani   | 8        | 1       | -            | -            | 8        | 1      |
| E. Prato       | 20       | 0       | 2            | 0            | 22       | 0      |
| A. Quintavalle | 26       | 2       | -            | -            | 26       | 2      |
| G. Reali       | 16       | 0       | 3            | 0            | 19       | 0      |
| L. Sanseverino | 20       | 3       | 2            | 0            | 22       | 3      |
| M. Trebbi      | 34       | 1       | 4            | 0            | 38       | 1      |
| P. Viganò      | 31       | 0       | 4            | 0            | 35       | 0      |
| F. Volpato     | 1        | 0       | 4            | 0            | 5        | 0      |